# Nelia pillansii
Nelia pillansii är en isörtsväxtart som först beskrevs av Nicholas Edward Brown, och fick sitt nu gällande namn av Schwant. Nelia pillansii ingår i släktet Nelia och familjen isörtsväxter. Inga underarter finns listade i Catalogue of Life.